# Chiesa di San Martino (Lustignano)
La chiesa di San Martino si trova a Lustignano nel comune di Pomarance.

## Storia e descrizione
Soggetta a vari interventi durante i secoli, il suo aspetto attuale risale al XIX secolo, allorché per l'avvento dell'industria chimica e il conseguente incremento demografico si rese insufficiente la primitiva chiesa. Ottocentesco è anche il campanile. Fu anche aperta un'ampia cappella per il servizio della Compagnia del Santissimo Sacramento e dell'Addolorata. In una nicchia sopra l'altare che da lui prende il nome, viene conservato il busto in terracotta di San Potente, riproduzione degli anni Quaranta di un altro del Seicento.
San Potente è il protettore speciale di Lustignano, che ne fece oggetto di fervido culto. Nella sagrestia è conservato, oltre a una statua lignea della Vergine, un antico busto ligneo di San Martino, di recente assegnato a uno scultore senese della fine del Trecento, se non alle opere giovanili dello stesso Francesco di Valdambrino.

### Il campanile
Costruito nel 1873 a spese della popolazione, la ditta Rafanelli di Pistoia si occupò di rifondere in quelle attuali le due piccole campane del campaniletto a vela della chiesa originaria. Nel 1984 si è proceduto a rendere più funzionale la struttura campanaria con l'operazione di elettrificazione delle tre campane presenti. Nel 1995 si è resa necessaria un'opera di restauro e consolidamento della torre campanaria per un importo totale dei lavori superiore ai 90 milioni di lire.